# Det bästa i mitt liv
Det bästa i mitt liv är ett studioalbum med Lill-Nickes från Halmstad, inspelat i september och oktober 1989 och utgivet år 1990.
På inspelningen medverkar Lars Johnsson med sång, klaviatur och saxofon, Dan Larsson med bas, dragspel och klaviatur, Sven-Inge Andersson med steelgitarr, elgitarr och dragspel, Michael Sandberg med gitarr och sång, och Ove Olander med trummor. Dessutom medverkade Lotta Engberg och Patrik Ohlsson som kör/bakgrundssångare.

## Låtlista
Sida 1
1. Varför lät jag dej gå (Lars Johnsson)
2. Det bästa i mitt liv (Mona Gustafsson)
3. Pojken och fågeln (Lars Sigridsson)
4. Dej har jag saknat så länge (Dan Larsson-Helene Thalinsson)
5. Du lämnade ett tomrum (Rose-Marie Stråhle)
6. Aja baja dej (Michael sandberg)
7. Han måste gå (Hell have to go) (Joe Allison, Audrei Allison, Albert Sandström)

Sida 2
1. Sommarmelodi (Capri Melodie) (L.Nakat/W.Leissle)
2. Det är svårt att stå på egna ben (Magnus Persson/Helene Andersson)
3. Du får inte sakna mej (Michael Sandberg)
4. Jag saknar dej Maria (Lars Sigridsson)
5. Rosornas väg (Rosernes Vei) (Lars Børke/Dan Larsson)
6. Då tittar solen fram igen (Lars Johnsson)
7. Det kommer alltid nya vårar (Lars Sigridsson)